# ميرفت المنصوري
ميرفت المنصوري (1967) ممثلة ومخرجة وسيدة أعمال مصرية مصممة أزياء ومصورة.

## عن حياتها
ولد عام 1967 هي واحدة من خمس شقيقات لوالد كان يعمل رجل أعمال ولقد اختارت اسم ميرفت المنصوري لممارسة العمل الفني وكانت بداية عملها الفني منذ الطفولة في برامج الأطفال بتليفزيون جدة.

## من أعمالها
- انت طالق.
- قول في الثمانينات.
- طاش ما طاش ج 12.
- عندما يزهر الخريف.
- عذاب.
- عيال حارتنا.

## ورابط خارجية
الممثلة ميرفت المنصوري  صفحة على موقع السينما كوم.